# Chryzostom (Awajanos)
Chryzostom, imię świeckie Joanis Awajanos (ur. 1947 w Mesagros) – duchowny Greckiego Kościoła Prawosławnego, od 2004 metropolita Elefterupoli.

## Życiorys
Święcenia diakonatu przyjął w 1973, a prezbiteratu w 1977. Chirotonię biskupią otrzymał 28 kwietnia 2004.